# Un lâche (film, 1921)
Un lâche (The Man from Lost River) est un film muet américain réalisé par Frank Lloyd et sorti en 1921.

## Synopsis
Marcia, une jeune femme, séjourne dans un camp de bûcherons. Elle est attirée vers un homme de la ville, Fosdick. Par contre, elle éprouve une aversion pour le chef du campement, Barnes, un homme rustre et dur. Mais ses sentiments vont changer lorsqu'elle connaîtra plus profondément le caractère des deux hommes.

## Fiche technique
- Titre original : The Man from Lost River
- Titre français : Un lâche
- Réalisation : Frank Lloyd
- Scénario : Lambert Hillyer, Arthur F. Statter, d'après une nouvelle de Katharine Newlin Burt
- Chef opérateur : Norbert Brodine
- Production et distribution : Goldwyn Pictures Corporation
- Genre : Drame romantique
- Durée : 60 minutes
- Dates de sortie :
  -  États-Unis : novembre 1921[1]
  -  France : 24 novembre 1922[2]

## Distribution
- House Peters : Barnes
- Fritzi Brunette : Marcia
- Allan Forrest : Fosdick
- James Gordon : Rossiter
- Monte Collins : Mr Carson
- Milla Davenport : Mrs Carson